# 浅舞町
浅舞町（あさまいまち）は秋田県平鹿郡にあった町。現在の横手市平鹿町浅舞にあたる。本項では町制前の名称である浅舞村（あさまいむら）についても述べる。

## 歴史
- 1889年（明治22年）4月1日 - 町村制の施行により、浅舞村、下鍋倉村の区域をもって浅舞村が発足。
- 1895年（明治28年）8月30日 - 浅舞村が町制施行して浅舞町となる。
- 1956年（昭和31年）9月20日 - 吉田村と合併して平鹿町が発足。同日浅舞町廃止。

## 交通

### 鉄道路線
- 羽後交通
  - 横荘線
    - 東浅舞駅 - 浅舞駅

### 道路
- 本荘街道（現・国道107号）

## 著名出身者
- 鈴木弥五郎 (実業家)
- 照ノ海十二 (力士)